# ハンター・セルベンカ
- ハンター・サーベンカ

コルビー・ハンター・セルベンカ（Colby Hunter Cervenka, 1990年1月3日 - ）は、アメリカ合衆国・テキサス州ベイタウン出身の元プロ野球選手（投手）。左投左打。
メディアによっては「サーベンカ」と表記されることもある。

## 経歴

### プロ入りとレッドソックス傘下時代
2008年のMLBドラフト27巡目（全体832位）でボストン・レッドソックスから指名され、プロ入り。
2009年に傘下のルーキー級ガルフ・コーストリーグ・レッドソックスでプロデビューし、11試合（先発5試合）に登板して2勝2敗1セーブ・防御率4.84・18奪三振の成績を残した。
2010年はA-級ローウェル・スピナーズでプレーし、14試合（先発13試合）に登板して2勝4敗・防御率3.59・55奪三振の成績を残した。
2011年はA-級ローウェルとA級グリーンビル・ドライブでプレーし、2球団合計で22試合（先発5試合）に登板して2勝10敗1セーブ・防御率7.93・69奪三振の成績を残した。
2012年はA級グリーンビルで開幕を迎えた。

### カブス傘下時代
2012年5月15日、4月21日に行われたマーロン・バードとマイケル・ボウデンとのトレードの際の後日発表選手としてシカゴ・カブスへ移籍した。この年カブス傘下ではA級ピオリア・チーフスとA+級デイトナ・カブスでプレーし、移籍前を含めて3球団合計で35試合に登板して3勝3敗1セーブ・防御率4.31・71奪三振の成績を残した。
2013年はA+級デイトナとAA級テネシー・スモーキーズでプレーし、2球団合計で41試合に登板して6勝1敗6セーブ・防御率3.00・54奪三振の成績を残した。
2014年はAA級テネシーでプレーし、48試合に登板して4勝4敗1セーブ・防御率3.79・65奪三振の成績を残した。
2015年はAA級テネシーで開幕を迎え、途中AAA級アイオワ・カブスにも昇格したが、5月29日に自由契約となった。

### 独立リーグ時代
2015年6月12日に独立リーグ・アトランティックリーグのシュガーランド・スキーターズと契約した。同球団では8試合に登板した。

### ブレーブス時代
2015年7月7日にアトランタ・ブレーブスとマイナー契約を結んだ。この年ブレーブス傘下ではAA級ミシシッピ・ブレーブスとAAA級グウィネット・ブレーブスでプレーした。
2016年1月7日にマイナー契約で再契約し、この年の開幕はAA級ミシシッピで迎えた。4月11日にメジャー契約を結んでアクティブ・ロースター入りし、翌12日のワシントン・ナショナルズ戦でメジャーデビュー。その後は左のリリーフとしてメジャーに定着した。8月の移籍までに50試合にリリーフ登板し、防御率3.18、1勝、WHIP1.27、奪三振率9.3と好投していた。

### マーリンズ時代
2016年8月6日にマイケル・マーダー、アンファニー・セイモアーとのトレードで、マイアミ・マーリンズへ移籍した。マーリンズ加入後は18試合に登板したが、防御率4.82、WHIP1.71と調子を崩した。それでも、シーズン通算では68試合の登板で防御率3.53、1勝、WHIP1.36、奪三振率8.7と、ルーキーながらまずまずのピッチングを見せた。
2017年12月14日にDFAとなり、20日に40人枠から外れる形でAAA級ニューオーリンズ・ベビーケークスに降格した。2018年3月8日に自由契約となった。

### オリオールズ傘下時代
2018年3月13日にボルチモア・オリオールズとマイナー契約を結んだ。公式戦に登板することなく4月1日に自由契約となった。

### 独立リーグ時代
2018年4月19日に以前所属していたアトランティックリーグのシュガーランド・スキーターズと契約した。

### タイガース傘下時代
2018年7月5日にデトロイト・タイガースとマイナー契約を結んだ。11月2日に自由契約となった。

### カージナルス傘下時代
2018年11月19日にセントルイス・カージナルスとマイナー契約を結び、翌年のスプリングトレーニングに招待選手として参加することになった。
2019年7月30日にカージナルスを自由契約となった。

### オリオールズ傘下時代
2019年8月7日にボルチモア・オリオールズとマイナー契約を結んだ。この年はカージナルスとオリオールズの傘下AAA級で合計45試合に登板し、2勝2敗、防御率2.80の成績を残した。
2020年7月17日にオリオールズを自由契約となった。

### 独立リーグ時代
2020年8月1日にアトランティックリーグのシュガーランド・スキーターズに三たび復帰した。
2021年4月19日に同リーグのウェストバージニア・パワーと契約した。6月17日にロングアイランド・ダックスにトレード移籍した。 
2022年2月28日にアメリカン・アソシエーションのクリバーン・レイルローダーズにトレード移籍した。26試合に登板し、5勝0敗1セーブ、防御率1.27という好成績を残した。

### メキシカンリーグ時代
2022年8月3日にメキシカンリーグのユカタン・ライオンズと契約した。3試合に登板して防御率6.75という成績だった。
2023年3月30日に現役を引退した。

## 詳細情報

### 年度別投手成績
| 年 度    | 球 団    | 登 板 | 先 発 | 完 投 | 完 封 | 無 四 球 | 勝 利 | 敗 戦 | セ 丨 ブ | ホ 丨 ル ド | 勝 率 | 打 者 | 投 球 回 | 被 安 打 | 被 本 塁 打 | 与 四 球 | 敬 遠 | 与 死 球 | 奪 三 振 | 暴 投 | ボ 丨 ク | 失 点 | 自 責 点 | 防 御 率 | W H I P |
| -------- | -------- | ----- | ----- | ----- | ----- | -------- | ----- | ----- | -------- | ----------- | ----- | ----- | -------- | -------- | ----------- | -------- | ----- | -------- | -------- | ----- | -------- | ----- | -------- | -------- | ------- |
| 2016     | ATL      | 50    | 0     | 0     | 0     | 0        | 1     | 0     | 0        | 9           | 1.000 | 139   | 34.0     | 20       | 2           | 23       | 5     | 1        | 35       | 6     | 0        | 14    | 12       | 3.18     | 1.27    |
| 2016     | MIA      | 18    | 0     | 0     | 0     | 0        | 0     | 0     | 0        | 2           | ----  | 43    | 9.1      | 11       | 1           | 5        | 0     | 0        | 7        | 0     | 0        | 5     | 5        | 4.82     | 1.71    |
| '16計    | MIA      | 68    | 0     | 0     | 0     | 0        | 1     | 0     | 0        | 11          | 1.000 | 182   | 43.1     | 31       | 3           | 28       | 5     | 1        | 42       | 6     | 0        | 19    | 17       | 3.53     | 1.36    |
| 2017     | MIA      | 5     | 0     | 0     | 0     | 0        | 0     | 0     | 0        | 0           | ----  | 24    | 4.2      | 1        | 0           | 8        | 0     | 2        | 6        | 1     | 0        | 8     | 8        | 15.43    | 1.93    |
| MLB：2年 | MLB：2年 | 73    | 0     | 0     | 0     | 0        | 1     | 0     | 0        | 11          | 1.000 | 206   | 48.0     | 32       | 3           | 36       | 5     | 3        | 48       | 7     | 0        | 27    | 25       | 4.69     | 1.42    |

- 2017年度シーズン終了時

### 背番号
- 54（2016年 - 同年途中）
- 30（2016年途中 - 2017年）